# Trocadéro (stanice metra v Paříži)

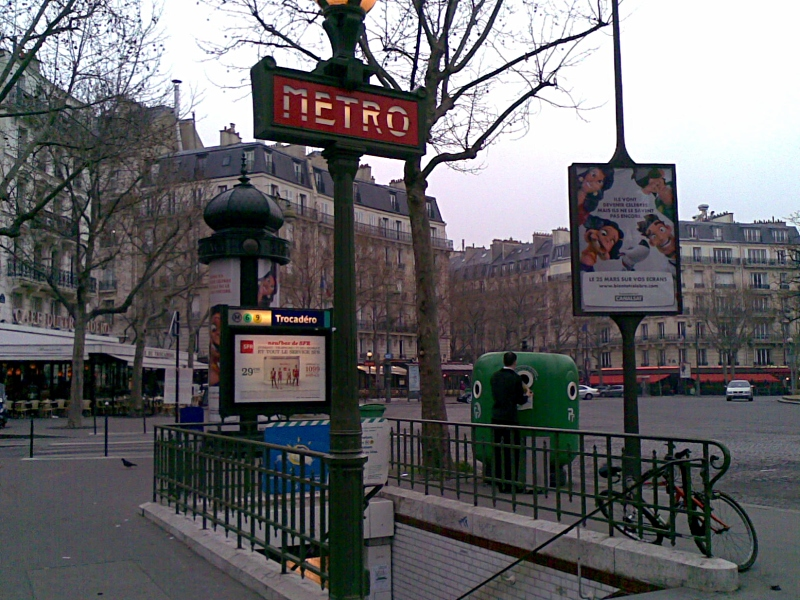
Vstup do stanice

Trocadéro je přestupní stanice pařížského metra mezi linkami 6 a 9 v 16. obvodu v Paříži. Nachází se pod náměstím Place du Trocadéro et du 11 Novembre.

## Historie
Stanice byla otevřena 2. října 1900, když sem byla prodloužena linka 1 od stanice Étoile.
6. listopadu 1903 vznikla nová linka 2 Sud (2 Jih), též nazývána Circulaire Sud (Jižní okruh) odpojením od linky 1 mezi stanicemi Étoile a Passy. 14. října 1907 byla linka 2 Sud zrušena a stanice Trocadéro se stala součástí linky 5.
8. listopadu 1922 byl otevřen první úsek linky 9 mezi stanicemi Exelmans a Trocadéro.
12. října 1942 byl úsek Étoile ↔ Place d'Italie opět odpojen od linky 5 a spojen s linkou 6, která tak získala dnešní podobu.
Stanice byla jako jedna z prvních již před první světovou válkou vybavena eskalátory, které zde zůstaly až do roku 1959. Původní secesní vstupy byly odstraněny v roce 1936.
Stanice byla v roce 2009 renovována v rámci programu obnovy stanic pařížského metra.

## Název
Náměstí Trocadéro nese jméno podle bitvy u Trocadéra, pevnosti ve španělském zálivu Cádiz, která byla dobyta francouzskými vojsky pod velením vévody d'Angoulême 31. srpna 1823. Jméno náměstí se přeneslo i na orientální palác postavený pro světovou výstavu v roce 1878 a posléze i na stanici metra. Palác byl zbořen v roce 1937 a nahrazen současnou stavbou zvanou Palais de Chaillot, ve kterém se nachází několik muzeí.

## Zajímavosti v okolí
- Palais de Chaillot
- Théâtre national de Chaillot
- Musée de l'Homme
- Musée national de la Marine
- Cité de l'architecture et du patrimoine
- Aquarium du Trocadéro
- Jardins du Trocadéro
- Eiffelova věž
- Hřbitov Passy